# The Carpenter
"The Carpenter" é uma canção da banda finlandesa de metal sinfônico Nightwish, lançada como primeiro e único single do álbum Angels Fall First em 30 de setembro de 1997 através da Spinefarm Records.

## Composição
A canção foi escrita pelo líder e tecladista Tuomas Holopainen, e o "carpinteiro" homônimo referido na letra é Jesus de Nazaré, que é dito ter "esculpida sua âncora na alma da humanidade a morrer". O túmulo do soldado desconhecido se refere ao centurião São Longino, que reconheceu Jesus como o Filho de Deus e se converteu ao cristianismo antes de ter uma morte de mártir nas mãos de Tibério. A canção aparenta ser cantada a partir da perspectiva de Santa Verônica, Maria Madalena ou a Virgem Maria enquanto ela "deitava na grama e observava seu salvador" em seus momentos finais.

## Produção e lançamento
A canção foi gravada no estúdio Huvikeskus, localizado na cidade de Kitee, Finlândia entre abril e maio de 1997 durante as primeiras sessões de gravação do álbum Angels Fall First, e chegou a ser incluída na segunda demo da banda que foi enviada aos executivos da Spinefarm Records e os possibilitou um contrato com a mesma gravadora posteriormente.
A faixa foi originalmente lançada como um split single no formato de CD em 30 de setembro de 1997, contendo as canções "Red Light In My Eyes, Part II" do Children of Bodom (do álbum Something Wild) e "Only Dust Moves..." do Thy Serpent (do álbum Forests of Witchery), sendo ambas as bandas também gerenciadas pela Spinefarm.
"The Carpenter" alcançou o oitavo lugar nas paradas finlandesas, chegando à terceira posição em abril de 1999.

## Videoclipe
O videoclipe da faixa apresenta a vocalista Tarja Turunen em um vestido vermelho num campo, enquanto um carpinteiro que supõe-se ser Leonardo da Vinci  (interpretado pelo ator Vilho Olavi Laine), projeta uma máquina voadora em seu local de trabalho. Há também muitas referências à crucificação, como o uso de velas, uma oficina subterrânea representando a tumba e o sinal da cruz. Quando o homem se prende ao planador, ele abre os braços de maneira semelhante a Jesus Cristo crucificado.
O vídeo foi filmado em Helsinque, Finlândia e em Henningsvær, Noruega durante a primavera de 1998. Originalmente haveriam também cenas do resto da banda tocando, contudo o diretor Sami Käyhkö e Holopainen não gostaram do resulto, decidindo manter apenas Turunen na filmagem oficial.

## Performances ao vivo
A canção foi tocada ao vivo durante o primeiro concerto oficial do Nightwish em 31 de dezembro de 1997, sendo performada mais algumas vezes durante a The First Tour of the Angels. Ela retornou ao repertório somente 20 anos depois, durante a Decades: World Tour, uma turnê comemorativa focada em canções raras e clássicas da banda. Nessa ocasião, os vocais principais de Turunen e Holopainen foram substituídos pelas vozes de Floor Jansen e Troy Donockley respectivamente, integrantes da formação do grupo em 2018. No entanto, Holopainen afirmou em entrevistas que a canção nunca mais seria tocada novamente pela banda após o encerramento da turnê.

## Faixas
| N.º            | Título                          | Letras            | Música            | Duração |  |
| 1.             | "The Carpenter"                 | Tuomas Holopainen | Nightwish         | 5:55    |  |
| 2.             | "Red Light In My Eyes, Part II" | Alexi Laiho       | Children of Bodom | 3:50    |  |
| 3.             | "Only Dust Moves..."            | Antti Litmanen    | Thy Serpent       | 7:09    |  |
| Duração total: | Duração total:                  | Duração total:    | Duração total:    | 16:54   |  |

## Desempenho comercial
| Paradas (1997)                      | Melhor posição |
| ----------------------------------- | -------------- |
| Finlândia (Suomen virallinen lista) | 8              |

## Créditos
Banda
- Tuomas Holopainen – teclado, vocais
- Emppu Vuorinen – guitarra, baixo
- Tarja Turunen – vocais
- Jukka Nevalainen – bateria